# GR131 (Canarische Eilanden)
De GR131 is een wandelroute die over de 7 grote Canarische Eilanden loopt. De route maakt bij het oversteken tussen eilanden gebruik van veerdiensten: opgemerkt wordt dat op een aantal punten het begin- of eindpunt van de route op dat eiland niet samenvalt met de aankomst- of vertrekplaats van de veerdienst, zodat aansluitend vervoer per bus of taxi noodzakelijk is. Met name de transfer van La Palma naar El Hierro is complex; gesuggereerd wordt om van La Palma per vliegtuig naar Tenerife Nord te reizen, en vandaar naar El Hierro. Ook de terugreis vanaf het eindpunt op El Hierro wordt als complex omschreven. Voor het voltooien van de complete route dient een maand te worden uitgetrokken. (Uiteraard kan de route ook in delen worden gelopen.)
De route is in het in de infobox genoemde gidsje beschreven in één richting (van Lanzarote naar El Hierro) maar is in beide richtingen gemarkeerd. De markering bestaat uit de bij GR-paden gebruikelijke wit-rode markeringen (behalve op Gran Canaria), alsmede wegwijzers. Zoals bij langeafstandswandelingen gebruikelijk worden dichtbevolkte gebieden zoveel mogelijk vermeden; dit brengt met zich mee dat de wandelaar zich goed dient voor te bereiden. Met name aan het vooruit plannen van overnachtingen moet aandacht worden besteed. Wildkamperen is niet toegestaan, en kan met forse boetes worden bestraft.
Uiteraard kan de route ook in delen worden gelopen, en zijn dagwandelingen over delen van het traject ook een goede manier om van de vaak buitengewoon mooie natuur en de soms zeer weidse uitzichten te genieten.
De GR131 is een onderdeel van de Europese Wandelroute GR7.

## Lanzarote
De route begint in Órzola, volgt de verharde weg enige tijd en buigt dan af in de richting van de Monte Corona. Na Haria wordt de oude hoofdstad Teguise aangedaan. Hierna heeft men uitzicht op uitgedoofde vulkanen. Via Yaiza wordt Playa Blanca bereikt, waar veerdiensten naar Fuerteventura vertrekken.
(Vanuit Órzola kan het eiland Isla La Graciosa bezocht worden.)

## Fuerteventura
Vanuit Corralejo wordt La Oliva aangedaan, en daarna, door een grotendeels onbewoond landschap, Tefia, Betancuria en La Pared. Hierna buigt de route af naar de oostkust. In zuidelijke richting gaand, wordt Esquinzo aangedaan, waarna Morro Jable bereikt wordt. De route volgt nog geruime tijd de kust tot Punta de Jandia. Voor het vervolg (op Gran Canaria) moet de wandelaar echter terug naar Morro Jable voor de veerdienst naar Maspalomas aan de zuidkant van Gran Canaria.

## Gran Canaria
Van Maspalomas gaat de route in noordelijke richting naar Ayagaures, en daarna via Tunte naar Cruz de Tejeda. Via de Area recreativa de Tamadama (waar kamperen is toegestaan, mits met voorafgaande toestemming van het eilandbestuur) wordt Puerto de las Nieves bereikt. Hier kan de veerdienst naar Santa Cruz de Tenerife worden genomen.

## Tenerife
Op Tenerife loopt de route (ongeveer) van noord naar zuid over de "ruggengraat" van het eiland, wat impliceert dat de "bewoonde wereld" niet wordt aangedaan. Een gedegen voorbereiding is ook hier noodzakelijk.
In Santa Cruz de Tenerife dient de bus (of eventueel taxi) genomen te worden naar het begin van de route in La Esperanza. De eerste dagetappe omvat 30 km naar de uitgedoofde krater van La Caldera, waar de bus naar La Orotava (met overnachtingsmogelijkheden) kan worden genomen; de tweede dagetappe naar El Portillo is aanzienlijk korter. Ook hier zijn geen overnachtingsmogelijkheden. De derde dagetappe gaat naar de rotsformaties van Roques de Garcia, waar een hotel (parador) is.
(Het gidsje vermeldt een alternatieve route van El Portillo naar Roques de Garcia via de Teide, met een overnachting in een refuge op de helling van de Teide.)
Via Vilaflor wordt het eindpunt van de route in Arona bereikt. Voor het vervolg dient de bus naar Los Cristianos genomen te worden, waar de veerdienst naar San Sebastián de La Gomera vertrekt.

## La Gomera
De route start in San Sebastián de La Gomera: de eerste etappe gaat naar Chipude, waar een hotel is. De tweede etappe gaat naar het eindpunt in Playa de Vallehermoso. Voor het volgende eiland dient de bus terug naar San Sebastián te worden genomen, en de veerdienst naar Santa Cruz de La Palma.

## La Palma
Op La Palma loopt de route van de vuurtoren van Faro de Fuencaliente het uiterste zuiden in een grote boog naar Puerto de Tazacorte aan de westkust. Om het beginpunt te bereiken moet de bus genomen worden.
Vanaf de vuurtoren gaat de route langs de vulkaan Teneguía die eerst in 1971 is ontstaan, en langs uitgedoofde vulkanen naar de Refugio El Pilar, waar (na vooraf verkregen toestemming) gekampeerd kan worden. Hierna gaat de route naar de Roque de los Muchachos, waar kamperen niet is toegestaan. De route gaat vervolgens naar het eindpunt in Puerto de Tazacorte. Er is geen veerdienst tussen Puerto de Tazacorte en El Hierro, zodat de wandelaar per bus moet terugkeren naar Santa Cruz de La Palma. Hier kan de veerdienst naar Los Cristianos worden genomen, en in Los Cristianos de veerdienst naar Puerto de la Estaca op El Hierro. Als alternatief kan het vliegtuig worden genomen van la Palma naar de luchthaven Tenerife Nord, en van daar naar El Hierro.

## El Hierro
De route begint in Puerto de la Estaca, of, indien de wandelaar per vliegtuig arriveert, in het iets noordelijker gelegen Tamaduste. Via Valverde wordt de kruising van de wegen HI-1 en HI-400 bereikt, waar echter geen accommodatie is. De tweede dagetappe leidt naar het eindpunt bij Embarcadero de Orchilla. Hoewel die term anders zou doen vermoeden, is dit geen vertrekpunt voor veerdiensten. Het gidsje doet de suggestie een taxi terug naar Puerto de la Estaca of Tamaduste te bestellen.

## Afbeeldingen

Gezicht op Teguise, Lanzarote
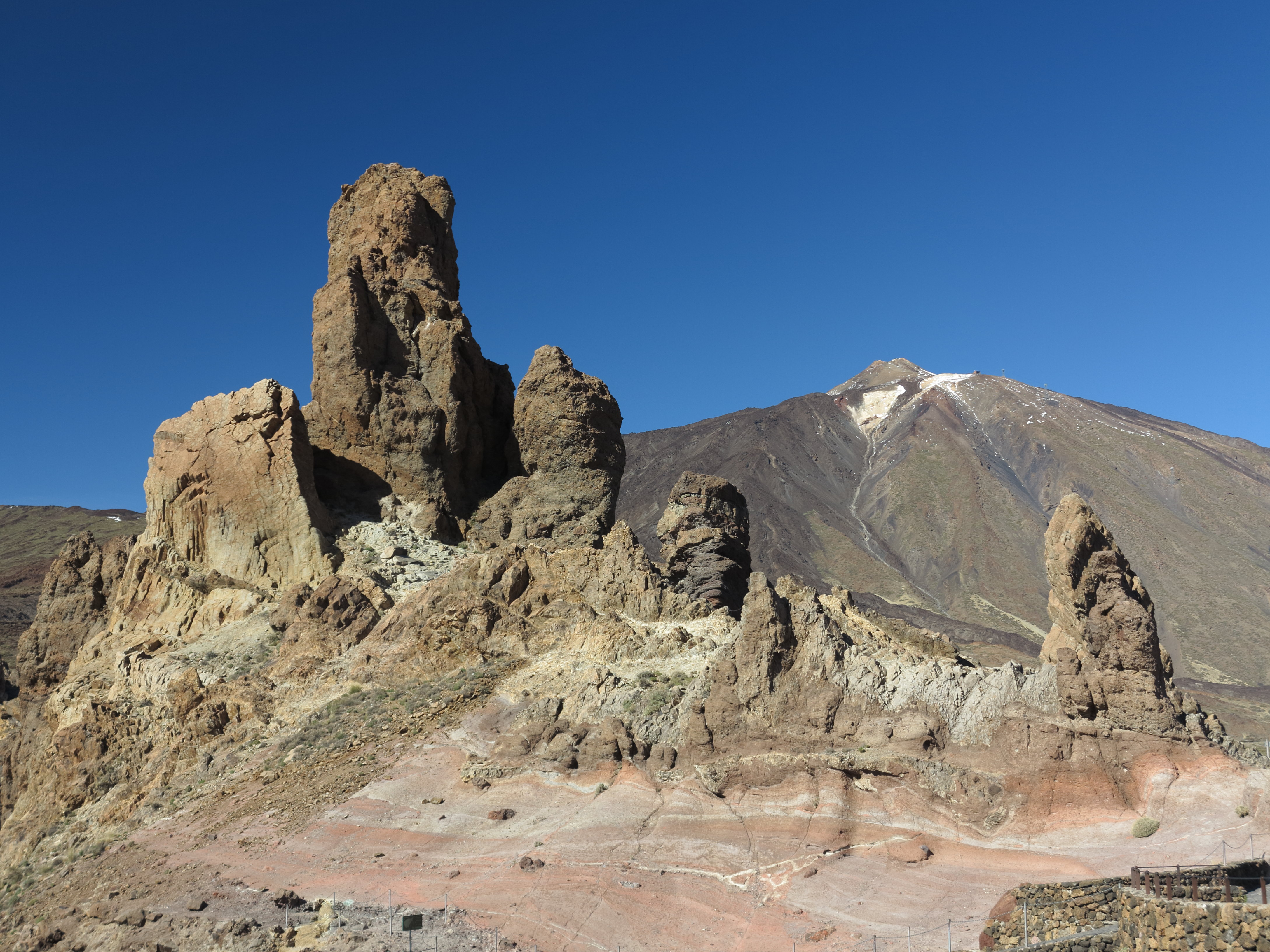
Roques de Garcia, Tenerife
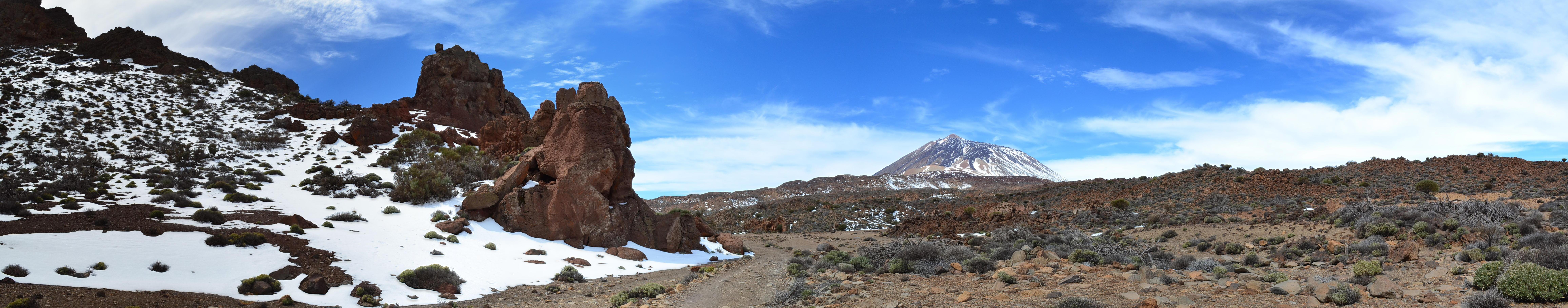
Gezicht op El Teide, Tenerife
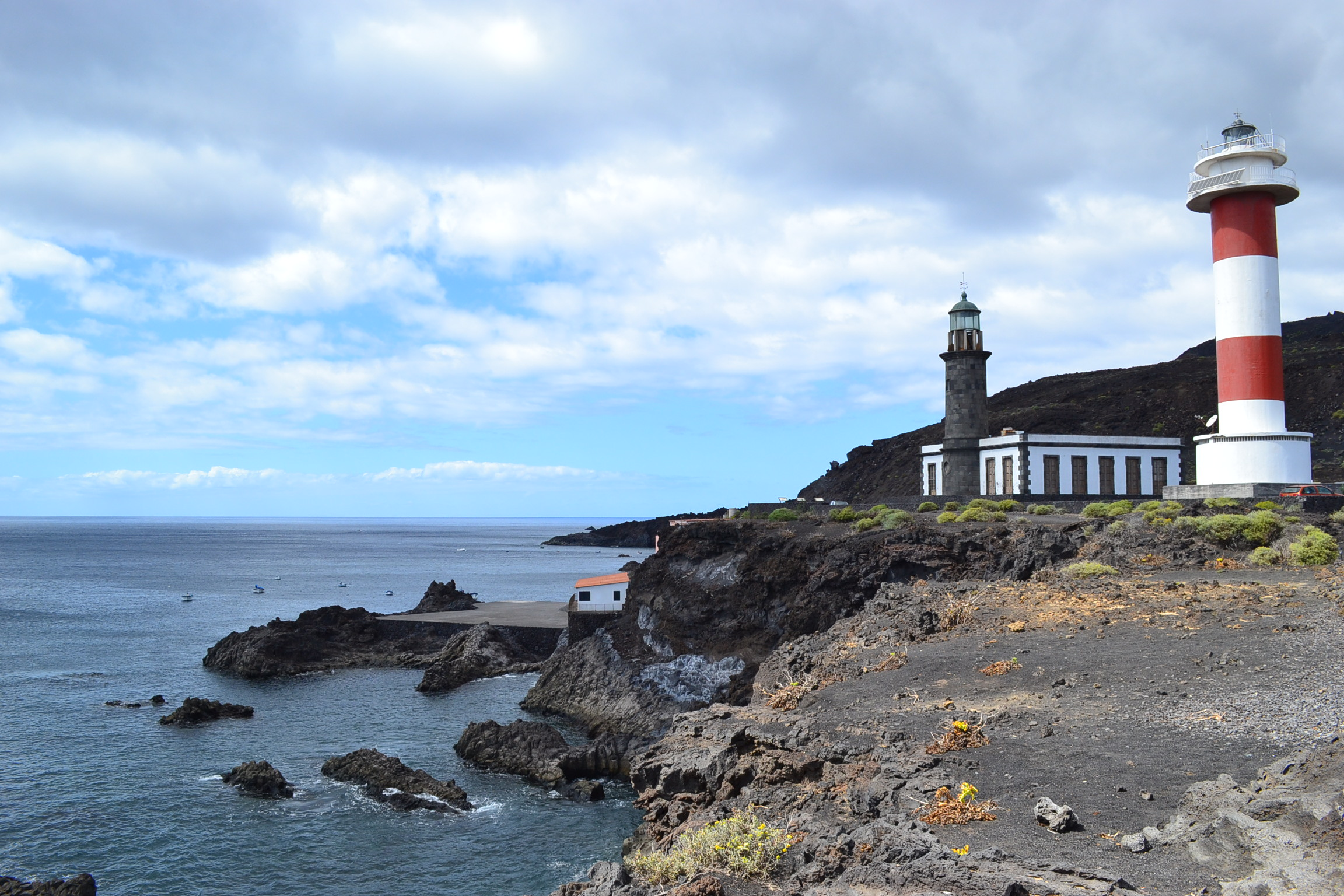
Faro de Funcaliente, La Palma
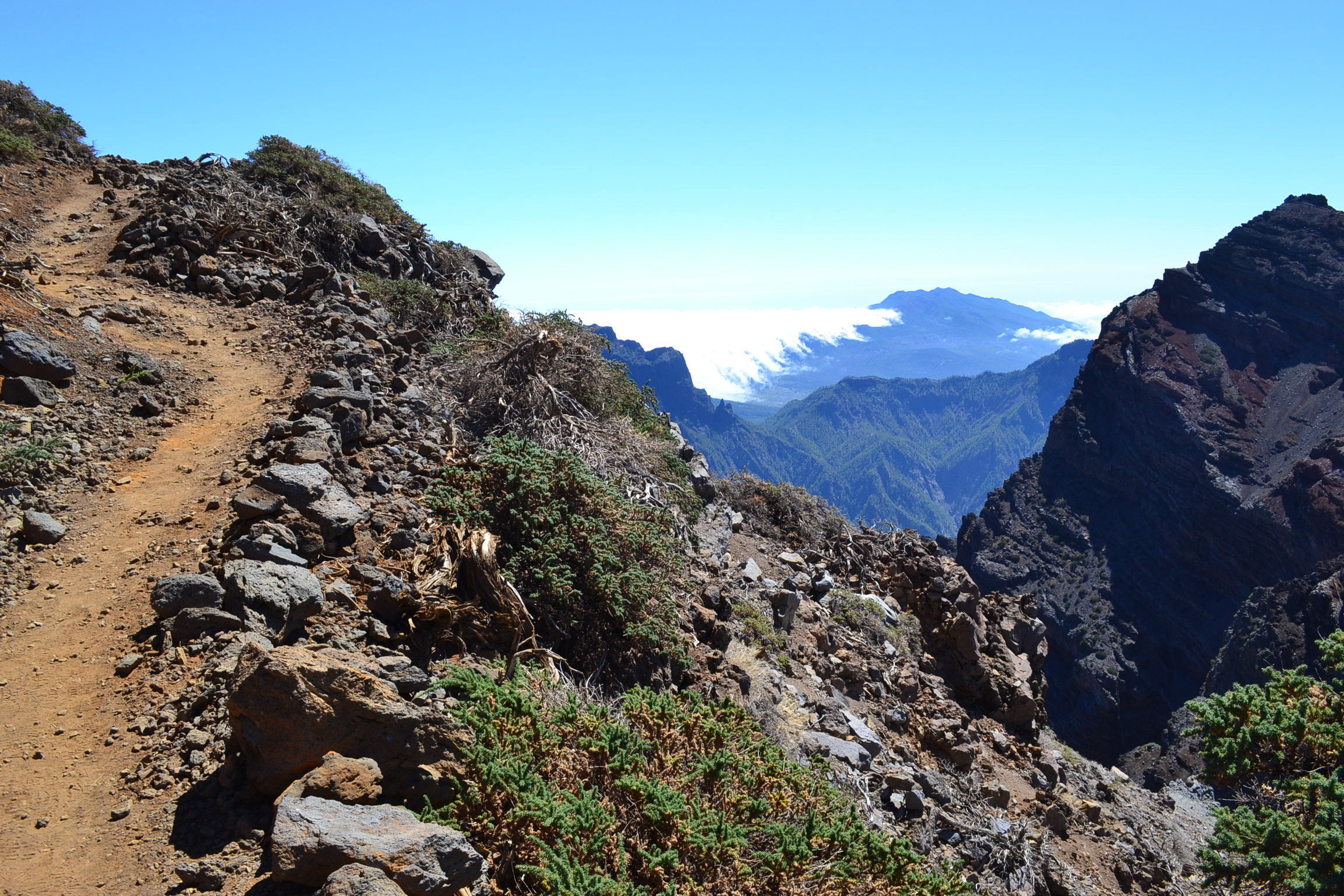
Roque de los Muchachos, La Palma
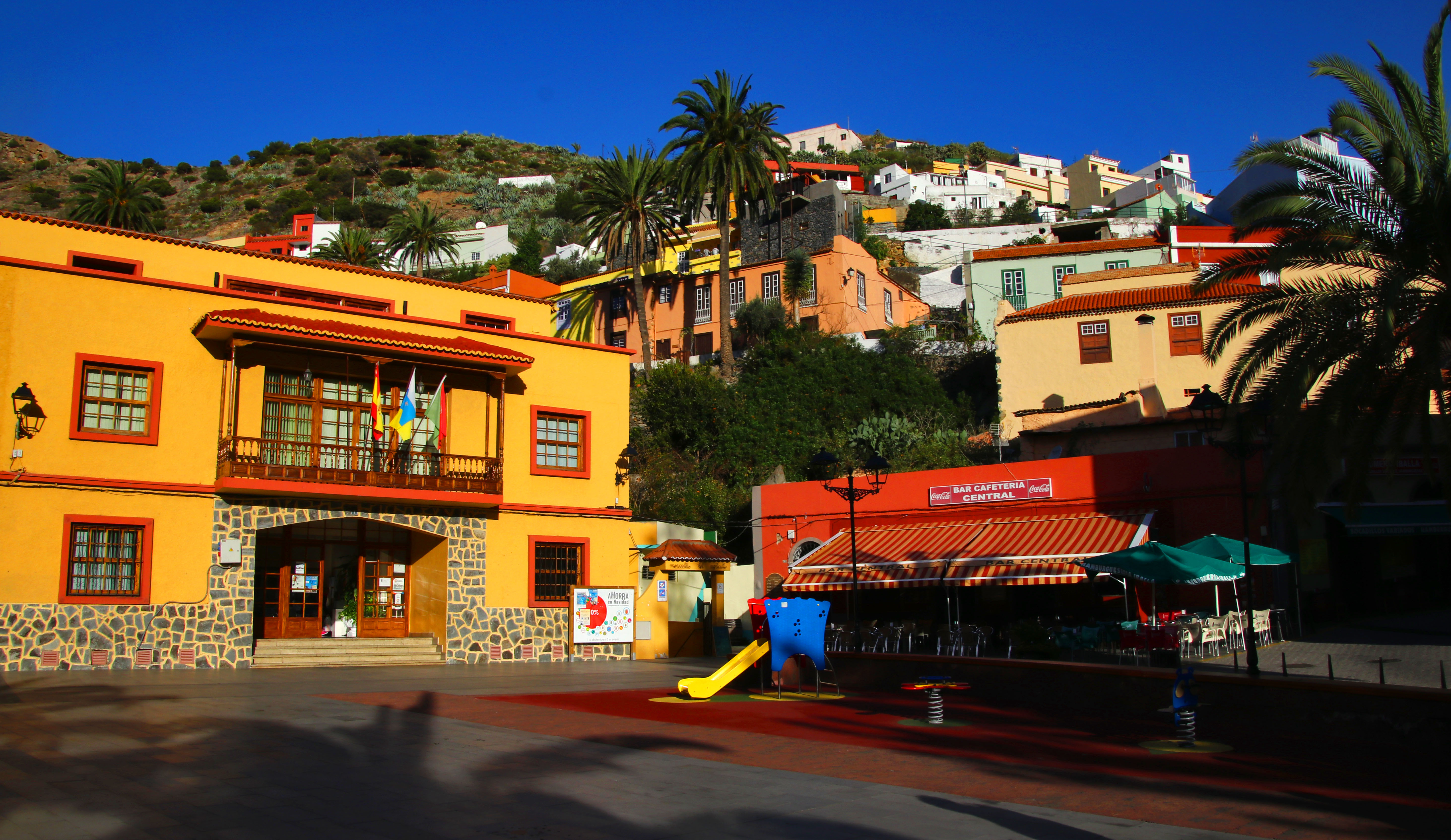
Vallehermoso, La Gomera, centrum